# P-Centrum

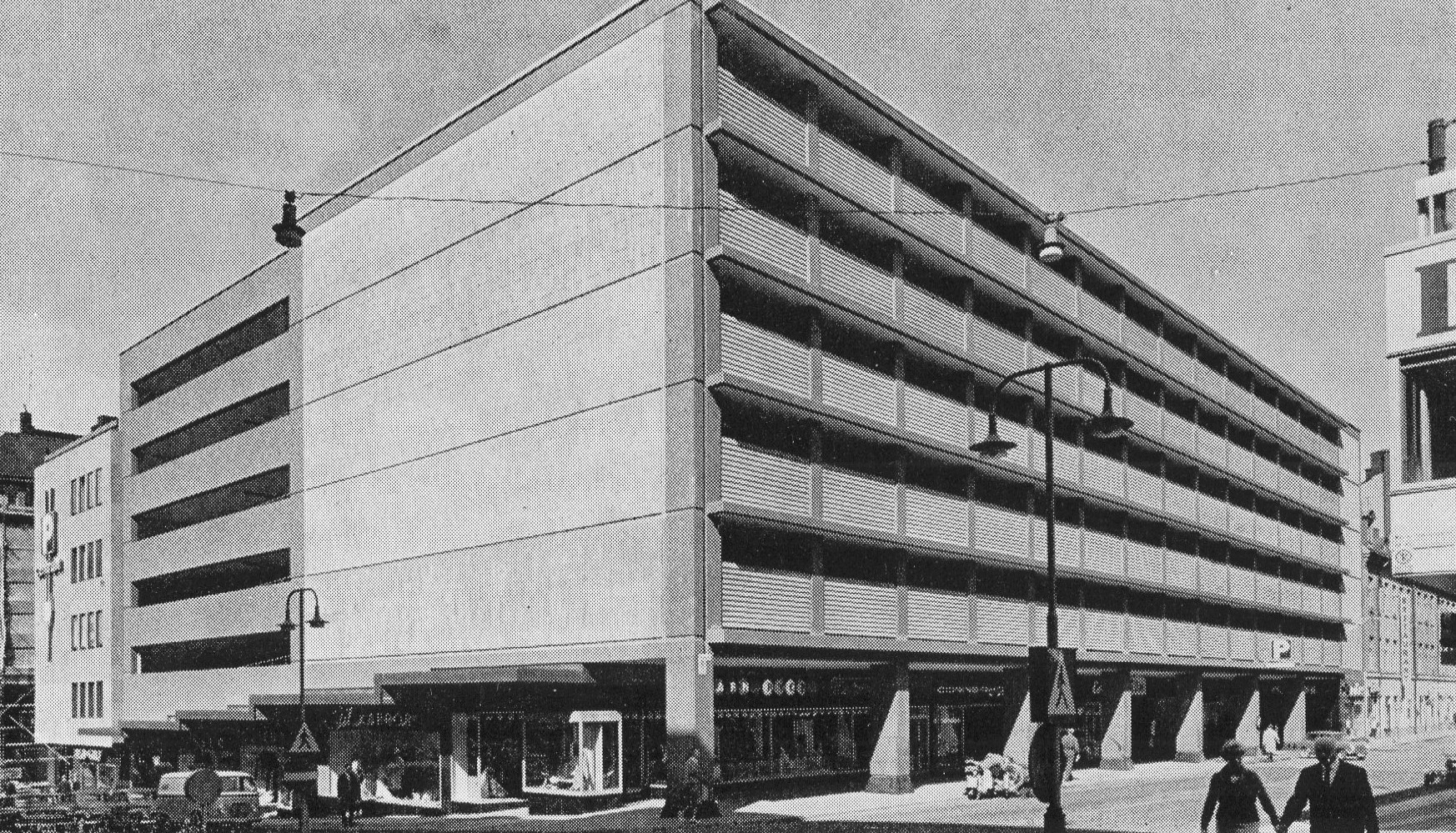
P-Centrum, hörnet Slöjdgatan / Mäster Samuelsgatan, 1960-tal.

P-Centrum var ett parkeringshus i kvarteret Adam och Eva vid hörnet Drottninggatan 56, Mäster Samuelsgatan 46–48 och Slöjdgatan 1–5 på Norrmalm i Stockholm. P-Centrum invigdes 1963 i ramen för Norrmalmsregleringen och var då Sveriges första fristående parkeringshus för korttids- och besöksparkering. Anläggningen revs 2005 och ersattes av kontor och butiker.

## Bakgrund

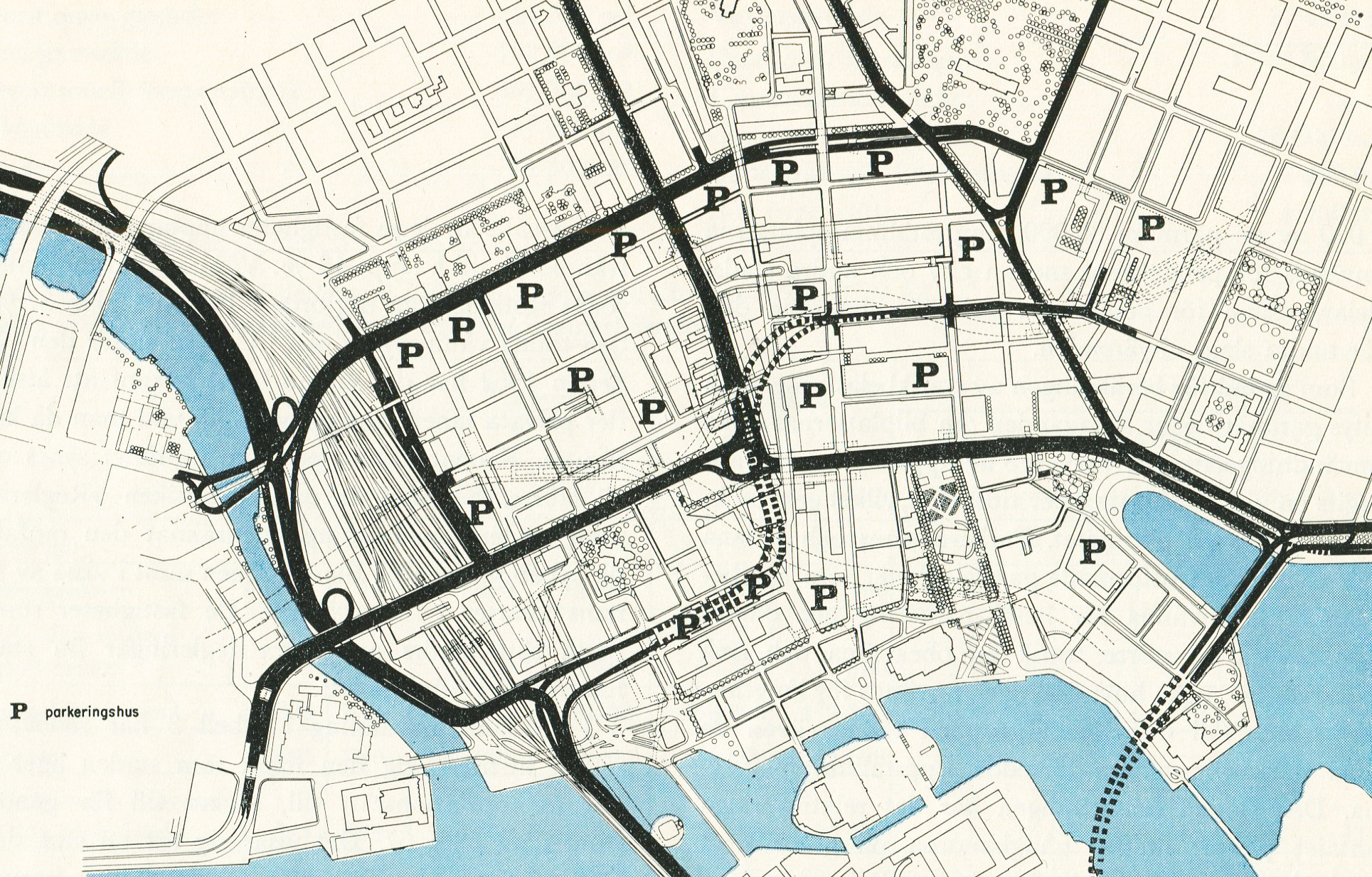
Befintliga och planerade parkeringshus i Stockholms innerstad enligt City 67.

Stockholms citys omdaning på 1950- till 1970-talen, kallad Norrmalmsregleringen, omfattade uppförandet av ett stort antal parkeringshus ovan jord som skulle få bort parkeringar från större trafikleder. Synen på "arkitektur för bilar" var en annan på 1960-talet än idag. Staden skulle planeras bilanpassad och man menade bland annat att "den renodlade och klart redovisade P-anläggningens arkitektur kan ha utpräglade skulpturala värden med bilarnas rörelser som ett stimulerande inslag".
I översiktsplanen City 62 angavs att parkeringsbehovet skulle uppnås till största del av 14 nybyggda parkeringshus. I översiktsplanen City 67 hade planområdet utökats och man räknade med ett behov av 30 000 biluppställningsplatser för korttidsparkering i Stockholms city. Behovet skulle huvudsakligen täckas av 20 nybyggda p-hus. Det fortfarande existerande Parkaden (färdig 1965) i kvarteret Hästskon var det andra i turordningen som byggdes men det allra första kallades P-Centrum och restes 1962–1963 i kvarteret Adam och Eva.
En mycket liten del av alla dessa parkeringshus kom att realiseras. När Cityplan 1977 togs fram hade bara fem parkeringshus hunnit byggas och uppfattningen om den bilanpassade staden hade förändrats genomgripande. Vid den tiden fanns 11 300 p-platser i Stockholm City, därav omkring 7 000 upplåtna för allmänheten. "Antalet bör behållas i huvudsak på denna nivå", var slutsatsen i Cityplan 1977.

## Historik

### Tidigare bebyggelse

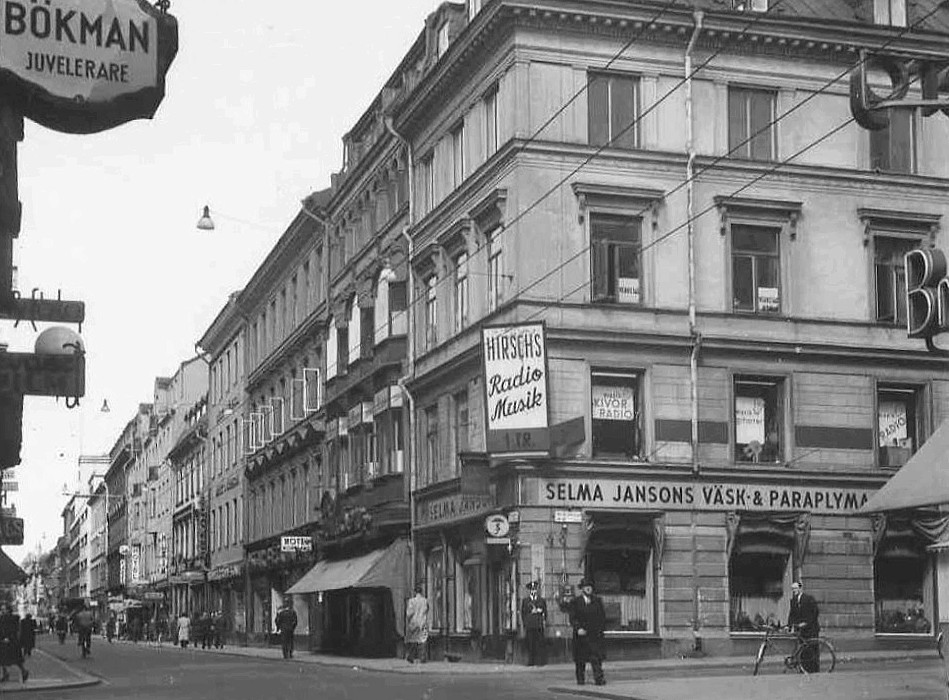
Drottninggatan 56, 58 och 60, år 1950.

Kvarteret Adam och Evas södra del, där P-Centrum skulle uppföras, bestod av nio mindre fastigheter övervägande från 1700- och 1800-talen. En av dem, Adam och Eva 4 (Drottninggatan 58), var dock av nyare datum och uppfördes 1908 som pendang till  Butterick's-huset mittemot. Båda byggdes som kontors- och affärshus efter ritningar av arkitektkontoret Dorph & Höög och formgavs i en stil som stod nära fransk-belgisk Art Nouveau. Butterick's-huset står kvar än idag, blåmärkt av Stadsmuseet i Stockholm, medan Adam och Eva 4 revs tillsammans med de övriga fastigheter i kvarteret och slogs ihop till en enda ny fastighet: Beridarebanan 14 (idag Adam och Eva 13).

### Byggnadsbeskrivning

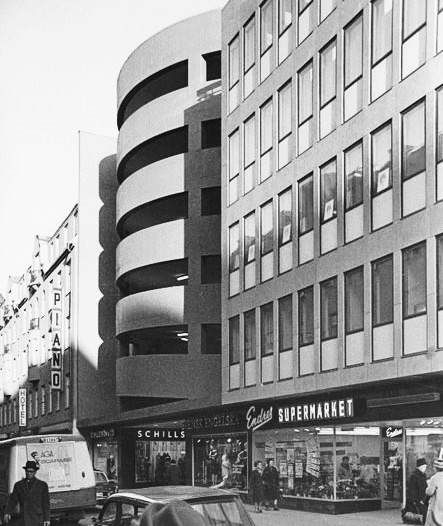
P-Centrum, fasad mot Drottninggatan 1964. Expressrampen bryter in i gaturummet. Kontorsdelen syns närmast.

Innan P-Centrum byggdes fanns redan ett antal större parkeringsanläggningar för bilar i Stockholm, men det rörde sig om garage i bergrum som vid krigsfall kunde nyttjas som skyddsrum, exempelvis Skyddsrummet Johannes (färdig 1955) och Katarinabergets skyddsrum (färdig 1957). 
Byggherre var Samuelsson & Bonnier som anlitade arkitektkontoret Boijsen & Efvergren att rita anläggningen. Samuelsson & Bonnier skulle sedan även överta driften.

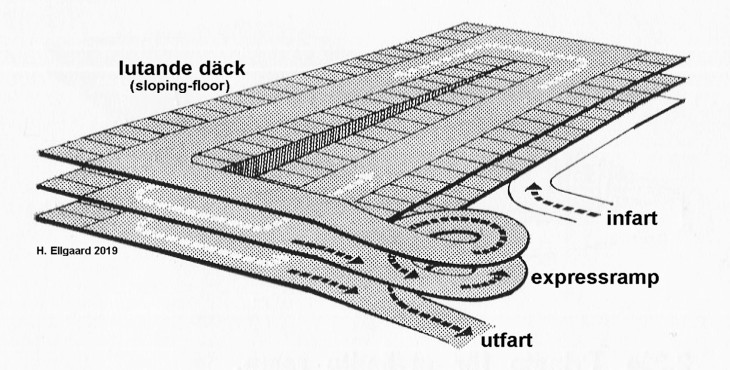
Lutande däck med expressramp.

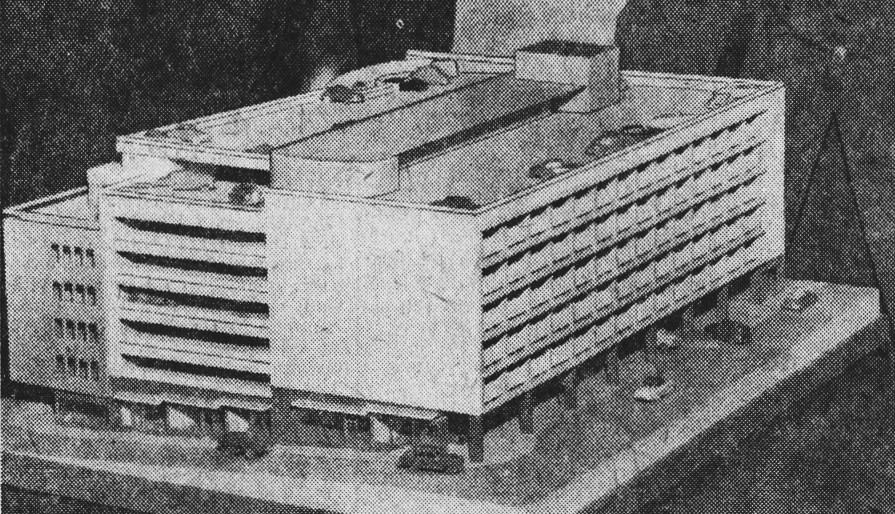
Modellen, 1962.

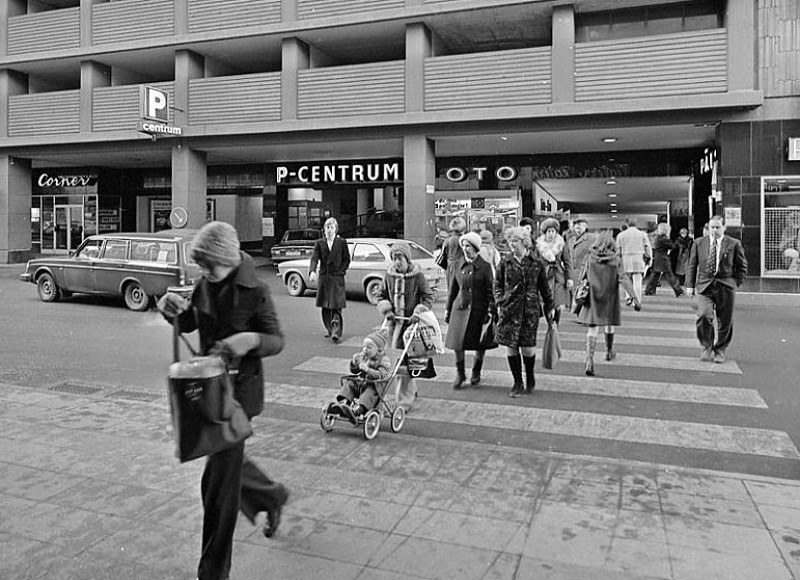
In- och utfarten vid Slöjdgatan, 1976. Till höger syns Grytgjutargången

Boijsen & Efvergren ritade en byggnad bestående av flera delar: ett parkeringshus i sju plan (inklusive takplan) med in- utfart från Slöjdgatan och ett kontors- och affärshus i fem plan mot Drottninggatan. För själva parkeringen valdes ett system kallat "lutande däck" (efter den amerikanska förebilden sloping-floor) med skeppsbredden 15,9 meter och parkeringsfickornas vinkel på 65° i färdriktning. Den ideala lutningen var 1:30, alltså en meter höjdskillnad på en sträcka av 30 meter. Vid ett varvs körning övervinner man så en våning. Parkeringsrutorna var snedställda. Trafiken inne i huset var enkelriktad. I kärnan fanns trapphus och tre hissar. På en mindre servicestation utfördes biltvätt och "rundsmörjning".
För den snabba utfarten anordnades en cirkulär expressramp i byggnadens nordvästra hörn. Den senare avtecknade sig ”skulpturalt” mot Drottninggatan med sina böjda, ljusa betongbröstningar och de mörka mellanrummen. Med undantag för expressrampen och trapphus, som var platsgjutna, bestod husets stomme och fasader av betongelement. För att garantera god ventilation hade huset inga fönster. Någon uppvärmning fanns inte heller, besökaren skulle bara stå en kort stund. 
Kontorshuset mot Drottninggatan fungerade som en "skärm" och fick ett djup av 11 meter samt en indragen arkad i bottenvåningen som kom att kallas ”Drottning-Arkaden” (försvann vid en senare ombyggnad). Även mot Slöjdgatan drogs butiksfasaden en bit in under byggnaden och mot Mäster Samuelsgatan anordnades skärmtak över butikerna. Mot norr byggdes en förbindelsegång (kallad Grytgjutargången, sedan 2008 Hötorgspassagen) genom kvarteret till Slöjdgatan som fortsatte genom nästa kvarter till Sergelgatan. 
Mot Mäster Samuelsgatan hade arkitekterna valt att delat upp den stora volymen i tre delar; kontorshusets smala gavel, p-huset med långa horisontella öppningar och p-huset med sluten fasad. P-husets fasader bestod av grå betong med släta respektive mönstrade ytor och i höjd med bottenvåningen av svart slipad granit. Kontorshusets fasader kläddes med röd natursten.
Det nya p-huset koncipierades för så kallad ”självparkering”. Vid Slöjdgatan låg infarten med en kapacitet om 14–15 bilar i minuten. Här fanns ett tidur med tidkort som den parkerande bilisten fick stämpla och ta med sig i bilen. Vid utfarten (också vid Slöjdgatan) satt en kontrollant som läste av tidkortet och tog betalt för parkeringstiden samt övervakade området via en TV-monitor. Man betalade per påbörjad halvtimme. Högsta fordonshöjd var 2,35 meter som mättes av en fotocell. Vid passage av för höga fordon tändes en röd lampa.
P-Centrum färdigställdes i två etapper. Den första invigdes lagom till julhandeln den 1 december 1962 då 200 p-platser var tillgängliga. Hela anläggningen med omkring 450 p-platser stod färdig i maj 1963. Byggkostnaden beräknades till 20 miljoner kronor. I en tidningsartikel i Svenska Dagbladet från januari 1963 kunde man läsa: ”Var inte rädd för att ta med Er bilen när ni åker in och handlar. I Parkeringshuset intill Drottninggatan finns det plats för den”.  P-Centrum var anpassat för vänstertrafik och fick byggas om vid Högertrafikomläggningen 1967 vilket blev en dyrbar historia.

## Rivning och nybyggnad
År 2005 revs parkerings- och kontorshusets delar ovan mark. Ett nytt affärshuskomplex med affärer i bottenvåningen uppfördes istället som stod färdigt 2008 och även omfattade grannfastigheten i norr, Drottninggatan 58. För den arkitektoniska utformningen stod Reflex Arkitekter. Hörnhuset mot Mäster Samuelsgatan fick fasader i vit marmor och oregelbunden fönsterplacering. Mot Slöjdgatan kläddes fasaderna i mörk granit och Drottninggatan 58 fick en fasad i grönskimrande glas. Huset inrymmer bland annat en av Hennes & Mauritz butiker och företagets huvudkontor. Fastigheten ägas av Stefan Persson, huvudägare och ordförande i H & M.

## Referenser

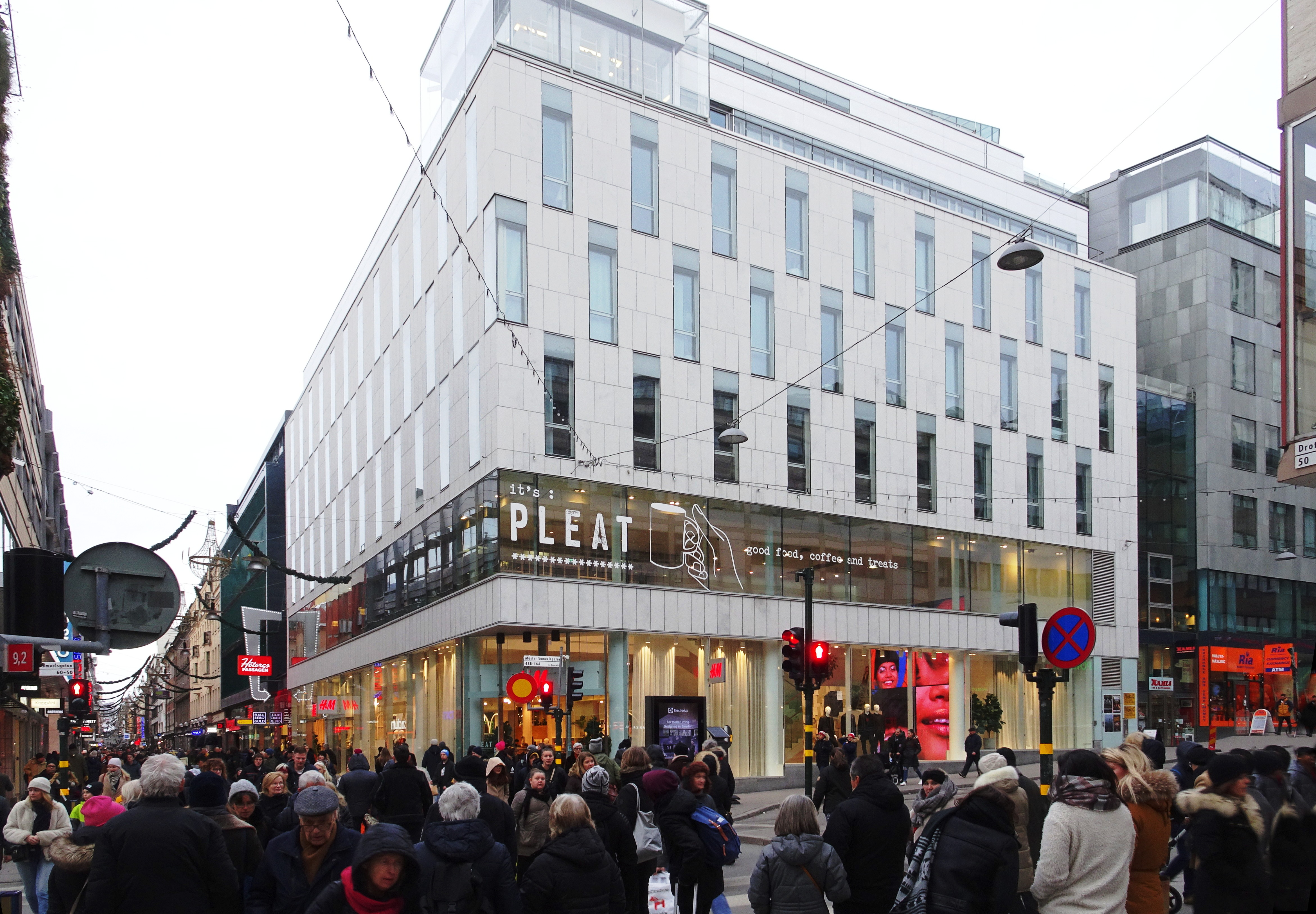
Hörnet Drottninggatan / Mäster Samuelsgatan i december 2019.